# Попов Остров (гора)
Попо́в О́стров — гора со скальными выходами на Среднем Урале, в Горнозаводском округе Свердловской области России, вблизи посёлков Верх-Нейвинский и Нейво-Рудянка. Высота — 323,3 метра.

## География
Скалистая гора Попов Остров расположена посреди Светлого болота, в 7 километрах к северо-востоку от посёлка Верх-Нейвинского и в 2,5 километрах к юго-востоку от посёлка Нейво-Рудянка. Гора вместе с предгорьями вытянута приблизительно на 1 километр с юго-запада на северо-восток. Гора и её предгорья покрыты хвойно-мелколиственным лесом.
Высота вершины — 323,3 метра над уровнем моря. На вершине и на склонах горы имеются останцовые скальные выходы — шиханы Верх-Исетского гранитного массива. На скальных выходах туристами были обнаружены углубления («чаши») искусственного происхождения. Подобные углубления найдены на скалах Петра Гронского, Аракульских Шиханах, а также на берегу соседнего Шайтанского озера, расположенного от Попова Острова всего в 4 километрах к северо-востоку. Углубления служили основаниями металлургических горнов в период поздней бронзы, в железном веке и Раннем Средневековье и были связаны с иткульской и наследующих её археологических культур, носителями которых были финно-угры. Учитывая, что на берегах соседнего Шайтанского озера археологами были обнаружены следы древнего культового центра, можно допустить, что на месте горы Попов Остров существовало подобное святилище.
Чуть севернее вершины горы с запада на восток, отклоняясь от строго широтного направления примерно на 7°, проходит граница между двумя административно-территориальными единицами Свердловской области: Невьянским районом и городом областного подчинения Кировградом. Административная граница одновременно является границей между городским округом Верх-Нейвинский и Кировградским муниципальным округом.
Добраться до скал можно по лесным дорогам, ведущим от Нагорной улицы Верх-Нейвинска или от улицы 8 Марта Нейво-Рудянки. До этих населённых пунктов можно добраться на автомобильном или железнодорожном транспорте.
Попов Остров не является единственной горой-«островом» в данной местности. На юге городского округа Верх-Нейвинский, в 6 километрах от Попова Острова, есть также гора Каменный Остров, возвышающаяся на берегу Верх-Нейвинского пруда.

## История
Своим наименованием гора Попов Остров обязана географическому положению. Предположительно, нынешнее Светлое болото, окружающее гору, в прошлом было частью большого озера, а сама гора действительно была островом. Сейчас в окрестностях болота расположены лишь небольшие водоёмы: Глухой пруд и Светлое озеро. Наименование Попов этот остров получил, вероятно, от проходивших здесь сходок старообрядческого священства. Известно, что посёлок Верх-Нейвинский заселялся старообрядцами различных течений: как беспоповцев, так и поповцев. На Урал от гонений со стороны церкви и власти староверческое население бежало в начале XVIII века.
В XVIII веке на месте горы-острова существовала каменоломня. Гранитные камни использовались для строительства плотины Верх-Нейвинского пруда. Действовала каменоломня вплоть до начала XX века.